# Luc Sanders
Luc Victor Emma Sanders (ur. 6 października 1945 w Brugii) – belgijski piłkarz, występujący podczas kariery na pozycji bramkarza.

## Kariera klubowa
Piłkarską karierę Luc Sanders rozpoczął w 1963 w Cercle Brugge. W latach 1969–1974 występował w lokalnym rywalu Cercle - Club Brugge. Z Brugią zdobył mistrzostwo Belgii w 1973 i Puchar Belgii w 1970. W latach 1974–1976 był zawodnikiem KV Oostende, a 1976–1978 KAA Gent. Ostatnie lata kariery spędził w KSV Oudenaarde i KSC Menen, w którym zakończył karierę w 1984.

## Kariera reprezentacyjna
W reprezentacji Belgii Luc Sanders występował w latach 1972–1973. W 1972 uczestniczył w mistrzostwach Europy. W turnieju finałowym rozgrywanym w Belgii był rezerwowym i nie wystąpił w żadnym meczu. Ogółem w reprezentacji Belgii rozegrał 1 spotkanie.